# Филёвская набережная
Филёвская на́бережная — пешеходная набережная на правом берегу Москвы-реки в районе Филёвский Парк Западного административного округа города Москвы.

## Название
Набережная получила своё название по расположению в ПКиО «Фили».

## Описание
Филёвская набережная расположена на правом берегу Карамышевской (Мнёвниковской) излучины Москва-реки, в ПКиО «Фили». К северной части набережной от главного входа в парк ведёт аллея.

## Примечательные здания и сооружения
По нечётной стороне:
По чётной стороне:

## Транспорт

### Наземный транспорт
По Филёвской набережной маршруты наземного общественного транспорта не проходят. У северного конца набережной, на Новозаводской улице, расположена остановка «Лес» автобусов 104, 116, 130, 653к; восточнее набережной, перед главным входом в парк у начала аллеи, ведущей к набережной, — остановка «Фили» автобусов 69, 104, 109, 116, 130, 178, 869, м2, т39.

### Метро
- Станция метро «Багратионовская» Филёвской линии — юго-восточнее набережной, на пересечении улицы Барклая и Сеславинской улицы
- Станция метро «Филёвский парк» Филёвской линии — южнее набережной, на Минской улице
- Станция метро «Пионерская» Филёвской линии — южнее набережной, на пересечении Малой Филёвской и Мазиловской улиц
- Станция метро «Кунцевская» Арбатско-Покровской и Филёвской линий — южнее набережной, на пересечении Рублёвского шоссе, Малой Филёвской и Молдавской улиц
- Станция метро «Кунцевская» Большой кольцевой линии — южнее набережной, на пересечении Рублёвского шоссе, Малой Филёвской и Молдавской улиц
- Станция метро «Молодёжная» Арбатско-Покровской линии — юго-западнее набережной, на пересечении Ярцевской и Ельнинской улиц

### Железнодорожный транспорт
- Платформа «Кунцевская» Белорусского (Смоленского) направления МЖД — южнее набережной, на пересечении Рублёвского шоссе и улицы Ивана Франко

### Водный транспорт
- Пристань «Парк Фили»